# Gideon Gathimba

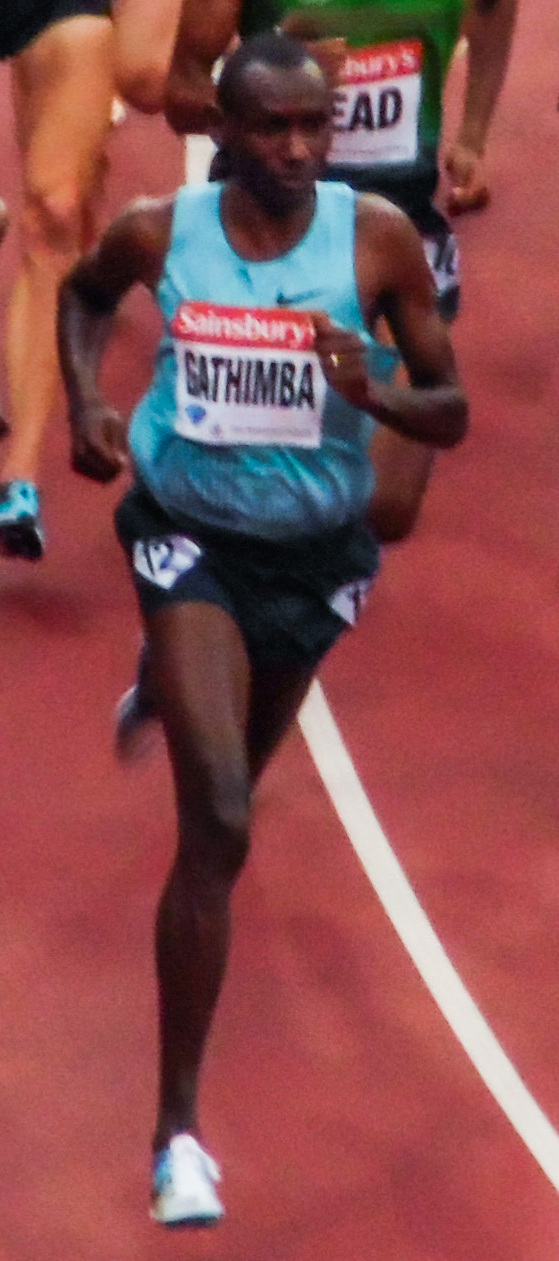
Gideon Gathimba

Gideon Gathimba (* 9. März 1980) ist ein kenianischer Mittelstreckenläufer.
2008 lief er am 14. Juni in Rabat mit 3:33,63 min seine Bestzeit über 1500 m. Über dieselbe Distanz wurde er beim Leichtathletik-Weltfinale Vierter.
Am 4. September 2009 war er Teil eines kenianischen Quartetts (William Biwott Tanui, Gathimba, Geoffrey Kipkoech Rono, Augustine Kiprono Choge), das in Brüssel mit 14:36,23 min den 32 Jahre alten Weltrekord der Deutschen Karl Fleschen, Thomas Wessinghage, Harald Hudak und Michael Lederer im 4-mal-1500-Meter-Staffellauf brach.